# Lestodiplosis heterobiae
Lestodiplosis heterobiae är en tvåvingeart som beskrevs av Barnes 1928. Lestodiplosis heterobiae ingår i släktet Lestodiplosis och familjen gallmyggor. Inga underarter finns listade i Catalogue of Life.